# Joelina Drews
Joelina Drews  (* 27. September 1995 in München) ist eine deutsche Sängerin. Sie ist auch unter den Künstlernamen Joedy und unter ihrem Vornamen Joelina bekannt.

## Leben
Joelina Drews wurde 1995 in München als Tochter des Schlagersängers Jürgen Drews und des Models Ramona Drews geboren. Mit 15 Jahren startete sie ihre musikalische Karriere und brachte mit Trendsetter im März 2011 ihre erste Single auf den Markt. Der in den USA produzierte Song belegte Platz 20 in den US-amerikanischen Club-and-Dance-Charts. Im September 2012 folgte die Single M.I.A.
2014 machte Drews Abitur. Im September 2015 nahm sie mit ihrem damaligen Freund Marc Aurel Zeeb an der RTL-Show Stepping Out teil und belegte dort den 2. Platz. 2016 zog sie nach Berlin und im November veröffentlichte sie die Single Skybar. Im Februar 2018 folgte die Single Drive (feat. Golden G). Im selben Jahr erhielt sie einen Plattenvertrag beim Verlag Sonymusicpublishing und einen Labeldeal mit Sony RCA, der 2020 aufgelöst wurde.
Seit 2020 veröffentlicht Joelina Drews einige ihrer Songs wie die im März 2020 erschienene Single Hangover unter ihrem Künstlernamen Joedy. In der Fernsehshow Schlager, Stars & Sterne – Die große Seeparty in Österreich coverte sie 2020 im Duett mit ihrem Vater Jürgen Drews den Song We've Got Tonight. 2023 sang sie mit Mein größtes Geschenk erneut ein Duett mit ihm, das sie im Dezember 2023 bei Carmen Nebels Die schönsten Weihnachtshits präsentierten.
2020 veröffentlichte Drews zusammen mit Felix von Jascheroff die Dance-Single Danke für nichts. Anschließend folgten 2021 die Single L-O-V-E mit dem DJ-Duo Gestört aber geil, 2022 die Single Wiedersehen mit dem DJ-Duo Anstandslos & Durchgeknallt und 2023 die Single Abhauen in Zusammenarbeit mit dem Techno-DJ Kxxma und erneut mit Anstandslos & Durchgeknallt.
Im Oktober 2021 brachte sie ihre erste EP mit dem Titel Krone aus Eis heraus. Im Juli 2022 veröffentlichte sie als Joelina die Single Breakup Song. 2024 veröffentlichte Drews mit Lucas Cordalis das Duett Wenn der Regen auf uns fällt, eine von Christian Geller produzierte deutschsprachige Coverversion von When the Rain Begins to Fall (1984), die sie beim Schlagerbooom 2023 – Alles funkelt! Alles glitzert! präsentierten. Anschließend gründeten beide mit Achim Petry das Trio Drews Cordalis Petry, das die Hits ihrer berühmten Väter neu interpretiert. Einen Mega-Mix stellte das Trio im Mai 2024 im ZDF-Fernsehgarten vor. Mit dem Rapper Capital Bra veröffentlichte Drews im April 2024 auf seinem Album  Vladyslav das Lied Dünnes Eis.

## Diskografie

### EPs
- 2021: Krank
- 2021: Krone aus Eis

### Singles
- 2011: Trendsetter – Joelina featuring Al Walser
- 2012: M.I.A
- 2017: Skybar
- 2018: Drive – Joelina Drews feat. Golden G
- 2018: Scream My Name
- 2020: Hangover
- 2020: We’ve Got Tonight – Jürgen Drews & Joelina
- 2020: Deja Vu
- 2021: Eiskönigin
- 2021: Next Up
- 2021: Drama
- 2021: Nonstop – Joelina x EstA
- 2021: Sag mir nicht, dass du mich liebst (SMNDDML)
- 2021: Nicht verdient
- 2021: Savage
- 2022: Detox
- 2022: Ich will nur, dass du weißt
- 2022: Milky Way – Joedy x Adrian Louis
- 2022: Breakup Song
- 2023: Wenn der Regen auf uns fällt – Lucas Cordalis & Joelina Drews
- 2023: Raumschiff
- 2023: Mein größtes Geschenk – Joelina & Jürgen Drews
- 2024: Heartbreak – MPNG, Joelina, SAM Newit

### MitDrews Cordalis Petry

#### Album
- 2025: Das Beste

#### Singles
- 2024: Verlieben, verloren, vergessen, verzeih’n
- 2024: Wieder alles im Griff
- 2024: Anita
- 2024: Wahnsinn

### Gastbeiträge
- 2015: Gridlocked und Soulmate – mit Damon Paul (auf seinem Album Lose Control)
- 2018: Drunk On You – mit Medii (Single)
- 2018: Nur dich – MONRATH & Joelina Drews
- 2020: Danke für nichts – mit Jash (Single)
- 2022: Wiedersehen – mit Anstandslos & Durchgeknallt (Single)
- 2023: L-O-V-E – mit Gestört aber geil (Single)
- 2023: Abhauen – mit Kxxma, Anstandslos & Durchgeknallt (Single)
- 2024: Dünnes Eis – mit Capital Bra (auf seinem Album  Vladyslav)

### Autorenbeteiligungen (Auswahl)
- 2021: Dazwischen bin ich echt  (Interpretation: Ben Zucker; Album: Jetzt erst recht!)
- 2022: Home Run (Interpretation: Farid Bang; EP: Home Run EP)

## Film und Fernsehen
- 2011: Goodbye Deutschland! Die Auswanderer (VOX)
- 2011: Verstehen Sie Spaß?
- 2012: Auf und davon (VOX)
- 2015: taff (Boulevardmagazin) (ProSieben)
- 2015: Stepping Out (Tanzshow) (RTL)
- 2015: Promi Shopping Queen (VOX)
- 2016: Verdammt verliebt auf Malle (Fernsehfilm, Regie Ulli Baumann)
- 2016: Die große ProSieben Völkerball Meisterschaft (ProSieben)
- 2017: Wer weiß denn sowas? (Das Erste) (Quizserie)